# Leoprechting (Hutthurm)
Leoprechting ist ein Gemeindeteil des Marktes Hutthurm und eine Gemarkung im niederbayerischen Landkreis Passau.
Das Dorf liegt in der gleichnamigen Gemarkung östlich der Bundesstraße 12 und westlich des Freihofer Bachs. Der historische Siedlungskern liegt im Umfeld des aus dem 14. Jahrhundert stammenden Schlosses Leoprechting.

## Geschichte
Der Ort wird 1297 zum ersten Mal urkundlich erwähnt, Schloss Leoprechtung dann im Jahr 1342. Mit Christian von Watzmannsdorf gelangte Leobrechting 1371 in die Hände der Watzmannsdorfer. 1527 verstarb mit Christoph II. der letzte männliche Watzmannsdorfer. 1581 verkauften seine Erben Schloss und Herrschaft an das Hochstift Passau. Der Ort gehörte ab 1593 bis 1803 zum Pfleggericht Leoprechting des Hochstifts Passau und wurde dann mit dem größten Teil des hochstiftischen Gebietes zugunsten Ferdinands von Toskana säkularisiert. Seit den Friedensverträgen von Brünn und Preßburg 1805 gehört der Ort zu Bayern. Leoprechting gehörte zum Steuerdistrikt Leoprechting im Amt Hutthurm und war namensgebend für die 1818 durch das bayerische Gemeindeedikt begründete gleichnamige Gemeinde, der er ursprünglich angehörte. 1861 war Leoprechting der Hauptort der 23 Orte der Gemeinde Leoprechting im Landgericht Passau I, hatte 141 Einwohner und gehörte zur katholischen Pfarrei Hutthurm. Die weiteren Orte der Gemeinde waren damals Bernbach, Büchlberg, Edthof, Freihof, Gummering, Gutwiesen, Haideck, Hofwirthmühl, Kringel, Neuhäuser, Oberkatzendorf, Obermühl, Praßreith, Reitberg, Saderreith, Schwieging, Schwolgau, Thannöd, Traxing, Unterkatzendorf, Witzingerreith und Wolfschiedelmühle. Bis zum Jahr 1900 hatten sich die Schreibweisen der Orte teils deutlich verändert und die Gemeinde hatte noch 22 Orte, abgegangen war Hofwirthsmühl. 1946 wurden die Gemeindeteile Bärnbach, Kringell, Leoprechting und Neuhäuser in die Gemeinde Hutthurm umgegliedert. 1949 wurden Haizing, Kammerwetzdorf, Kittlmühle und Mitterbrünst aus der Gemeinde Donauwetzdorf nach Leoprechting eingegliedert. Die Gemeinde Leoprechting wurde am 14. April 1950 in Gemeinde Büchlberg umbenannt. Bei der Volkszählung 1987 gab es im Dorf 84 Wohnungen in 52 Gebäuden und 242 Einwohner.